# Роримша, Профсор
Профсо́р Рори́мша (узб. Profsor Rorimsha; 24 января 1999 года, Дубай, ОАЭ) — узбекистанский боксёр-любитель. Чемпион Азии среди юниоров и молодых, бронзовый призёр чемпионата мира среди юниоров.
Родился 24 января 1999 года в Дубае. В четыре года с семьей переехал жить в Узбекистан. Мать — узбечка по национальности Гуландом Рахматова, отец — американец Рорумеша Ибрахим Сувейди. Проживает в Бухаре вместе с матерью и сестрой, отец проживает в Дубае. Учился в бухарском спортивном колледже олимпийских резервов. Своим родным языком считает узбекский язык. Также владеет английским, таджикским и русским языками. Учился в школе на русском языке. Интересуется баскетболом, любит слушать песни на узбекском языке. В данный момент Профсор Роримша работает тренером по боксу в спортивном комплексе Ozone FC